# The Caveman
The Caveman is een Amerikaanse filmkomedie uit 1926 onder regie van Lewis Milestone.

## Verhaal
De ongemanierde en ongeschoolde leverancier Mike Smagg raakt bevriend met de rijke Myra Gaylord. Tijdens een feestje stelt ze hem aan haar vrienden voor als een gekke professor. Tegen de tijd dat ze hun de waarheid wil vertellen, is ze verliefd geworden op Mike.

## Rolverdeling
| Acteur        | Personage         |
| ------------- | ----------------- |
| Matt Moore    | Mike Smagg        |
| Marie Prevost | Myra Gaylord      |
| John Patrick  | Brewster Bradford |
| Myrna Loy     | Meid              |
| Phyllis Haver | Dolly Van Dream   |
| Hedda Hopper  | Mevrouw Van Dream |